# Musavat
O Partido Müsavat ( em azeri:  Müsavat Partiyası   , do em árabe: مساواة musāwāt, lit.  "equality"  ou "parity"      ) é o mais antigo partido político existente no Azerbaijão.

## No início Musavat (1911-1923)

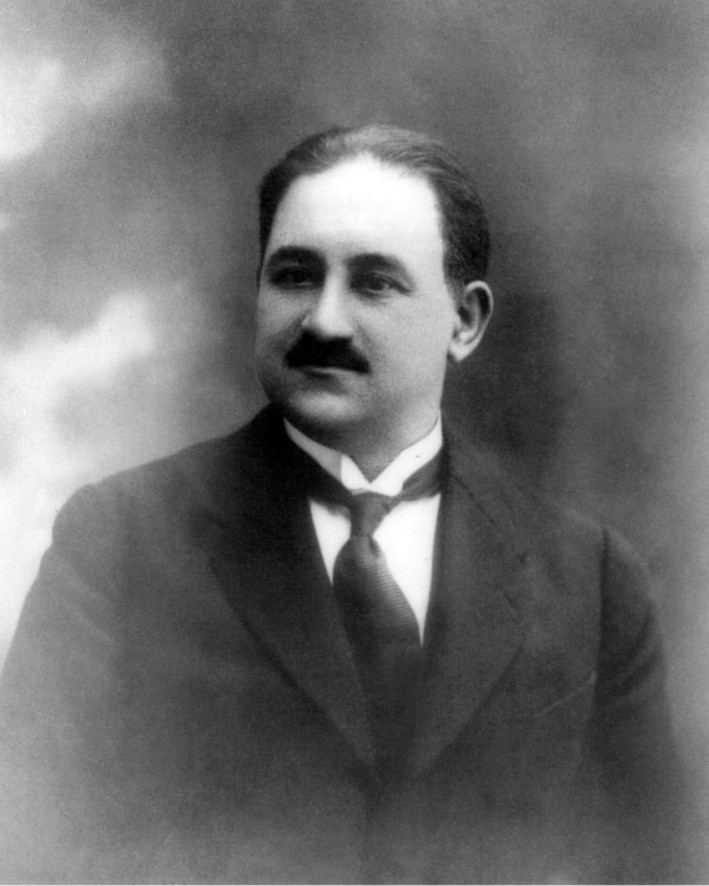
Mammed Amin Rasulzade, fundador da Musavat

Musavat foi fundada em 1911 em Baku como uma organização secreta por Mammed Amin Rasulzade, Mammed Ali Rasulzade (seu primo), Abbasgulu Kazimzade e Taghi Nagioglu. Seu nome inicial era o Partido Democrático Muçulmano Musavat. Os primeiros membros foram Veli Mikayiloghlu, Seyid Huseyn Sadig, Abdurrahim bey, Yusif Ziya bey e Seyid Musavi bey. Os primeiros membros do Musavat também incluíam o futuro líder comunista do Azerbaijão SSR Nariman Narimanov . Esta iniciativa partiu de Mammed Amin Rasulzade, que então vivia exilado em Istambul .
Em seus primeiros anos antes da primeira guerra mundial, Musavat era uma organização clandestina relativamente pequena e secreta, muito parecida com suas contrapartes em todo o Oriente Médio, trabalhando pela prosperidade e unidade política do mundo muçulmano e de língua turca . Esse pensamento acabaria resultando no genocídio e banimento de cristãos e outros grupos do colapso do Império Otomano. Pelo menos metade do partido acreditava no secularismo, enquanto a outra metade acreditava que um Império Turco unificado só poderia ser alcançado separado dos gregos, assírios, armênios, georgianos, outros cristãos e yazidis. Estes são conhecidos coletivamente como os genocídios otomanos tardios . Embora Musavat adotasse a ideologia pan-islâmica e seu fundador simpatizasse com o movimento pan-turco, o partido apoiou o regime czarista durante a Primeira Guerra Mundial. Os social-democratas da Rússia receberam a fundação de Musavat no que consideravam "termos imperialistas e orientalistas, governados pelas antigas categorias ideológicas de atraso muçulmano, traição e fanatismo religioso", como uma traição de proporções históricas.
O programa do Musavat, que atraiu as massas do Azerbaijão e garantiu ao partido a simpatia dos muçulmanos no exterior, anunciou os seguintes objetivos: 
1. A unidade de todos os povos muçulmanos sem levar em conta a nacionalidade ou seita.
2. Restauração da independência de todas as nações muçulmanas.
3. Extensão da ajuda material e moral a todas as nações muçulmanas que lutam pela sua independência.
4. Ajuda a todos os povos e estados muçulmanos no ataque e na defesa.
5. A destruição das barreiras que impedem a propagação das idéias acima mencionadas.
6. O estabelecimento de contato com as partes que lutam pelo progresso dos muçulmanos.
7. O estabelecimento, conforme a necessidade, de contato e troca de opiniões com partes estrangeiras que tenham como objetivo o bem-estar da humanidade.
8. A intensificação da luta pela existência de todos os muçulmanos e o desenvolvimento de seu comércio, comércio e vida econômica em geral.[6]

Durante esse tempo, o partido Musavat apoiou algumas ideias pan-islâmicas e pan-turquistas. O elemento pan-turco na ideologia de Musavat foi um reflexo das novas ideias da revolução dos jovens turcos no Império Otomano . Os fundadores dessa ideologia foram os intelectuais azerbaijanos do Império Russo, Ali bey Huseynzade e Ahmed-bey Agayev (conhecido na Turquia como Ahmet Ağaoğlu ), cujas obras literárias utilizaram a unidade linguística dos povos de língua turca como fator para o despertar nacional da várias nacionalidades que habitam o Império Russo.
Os partidos menchevique e social-revolucionário de Baku, ambos amplamente dependentes do apoio de quadros selecionados georgianos, armênios e judeus, bem como dos trabalhadores de etnia russa, há muito difamavam os muçulmanos como "inertes" e "inconscientes". Para eles, assim como para os bolcheviques, democratas constitucionais e denikinistas, o Musavat, por padrão, era o falso amigo da social-democracia, apenas um partido de "beks e khans" feudais. Essas acusações, peças centrais de um estilo paranóico na política social-democrata, perduraram na literatura histórica muito além de suas origens. Mas essa forma de atitude também afastou os grupos muçulmanos predominantes dos social-democratas dominantes da Rússia, já que a mudança política de Musavat e os slogans populistas começaram a receber maior apelo entre o público trabalhador muçulmano. Os líderes do Musavat eram em grande parte profissionais bem-educados dos escalões da classe alta da sociedade azeri; sua massa de membros, a maioria recrutada entre 1917 e 1919, compreendia a subclasse muçulmana de baixa escolaridade de Baku.

### Early Musavat sob a liderança de Rasulzade

Bandeira do Partido Musavat dos federalistas turcos (1917)

Após a Lei de Anistia de 1913 dedicada ao 300º aniversário da dinastia Romanov, Mammed Amin Rasulzade voltou ao Azerbaijão e assumiu a liderança do partido. Apesar da festa ainda ser secreta, Rasulzade conseguiu fundar o jornal Achig Soz (1915 – 1918), no qual os objetivos e metas de Musavat, desta vez polidos e definidos nas interpretações de Rasulzade, foram implicitamente defendidos. Somente após a Revolução de Fevereiro, quando o Musavat deixou de ser uma organização secreta e se tornou um partido político legal, o jornal se tornou oficialmente o órgão do partido.
O Comitê de Organizações Sociais Muçulmanas de Baku, assim como o Musavat, foram bastante radicais durante os primeiros dias da Revolução de Fevereiro: eles queriam uma república democrática, que garantisse os direitos dos muçulmanos. O historiador soviético AL Popov escreve que o Musavat não pode ser classificado a priori como um partido reacionário de Khans e Beks, porque no início do período revolucionário o Musavat se posicionava nas posições da democracia e até do socialismo. "Até certo momento, o Comitê de Organizações Sociais Muçulmanas de Baku e o partido Musavat cumpriram com sucesso a missão não apenas de representar os interesses nacionais gerais, mas também de orientar a democracia dos trabalhadores do Azerbaijão".
Em 17 de junho de 1917, Musavat fundiu-se com o Partido dos Federalistas Turcos, outra organização nacional-democrata de direita fundada por Nasibbey Usubbekov e Hasan bey Agayev, assumindo um novo nome de Partido Musavat dos Federalistas Turcos. Assim, Musavat se tornou a principal força política dos muçulmanos caucasianos.
Em outubro de 1917, Musavat convocou seu primeiro congresso onde adotou uma nova aliança, com 76 artigos.
1. A Rússia tem de se tornar uma república democrática federativa baseada na autonomia nacional e territorial.
2. Liberdade de expressão, consciência, carimbo, sindicatos, greves devem ser confirmados pela constituição e garantidos pelo estado.
3. Todos os cidadãos, independentemente da religião, nacionalidade, sexo e ideologia política, são iguais perante a lei. O sistema de passaportes será anulado. Todo cidadão tem o direito de circular livremente dentro e fora das fronteiras do país.
4. Para todos os trabalhadores e trabalhadores de escritório, a jornada de trabalho é limitada a oito horas.
5. Todas as terras do estado, coroa, nobres e privadas são distribuídas entre os camponeses gratuitamente.
6. Os tribunais apenas obedecem à lei e a partir de agora nenhum cidadão está sujeito a punição se não seguir a resolução das autoridades competentes.
7. Ensino fundamental e médio universal gratuito e obrigatório.[14]

Particularmente, a nova aliança disse:
Artigo 1 : A forma do estado da Rússia deve ser uma república democrática federativa baseada nos princípios da autonomia nacional.
Artigo 3 : Todas as etnias com territórios compactos habitando qualquer parte da Rússia devem receber autonomia nacional . Azerbaijão, Quirguistão, Turquistão e Bashkortostan devem receber autonomia territorial, os turcos que vivem ao longo do Volga e os turcos da Criméia devem receber uma autonomia cultural no caso de impossibilidade de autonomia territorial. O Partido considera seu dever sagrado apoiar as buscas de autonomia de quaisquer etnias não turcas e ajudá-las.
Artigo 4 : As etnias que não possuem um território exato de habitação compacta devem receber autonomia cultural nacional.
Durante o período de fevereiro a novembro de 1917, Musavat compartilhou a ideia do federalismo sem se separar da Rússia. De acordo com a doutrina aceita pelo Comitê Especial da Transcaucásia (OZAKOM), os territórios da Geórgia, Armênia e Azerbaijão foram autorizados a governar a política interna independente, deixando para o governo provisório russo apenas relações exteriores, exército e defesa e alfândega. No entanto, Musavat, assim como os outros sindicatos muçulmanos, rapidamente se decepcionou com a cooperação com o Governo Provisório, pois não desejava delegar mais independência aos territórios muçulmanos.

### Musavat no governo ADR
Após a desintegração do Império Russo e a Declaração de Independência, Musavat tornou-se o principal partido da recém-criada República Democrática do Azerbaijão, detendo a maioria dos mandatos em seus parlamentos, primeiro no Conselho Nacional do Azerbaijão e depois no Parlaman ("parlamento"), Rasulzade sendo seu primeiro chefe de estado (28 de maio de 1918 – 7 de dezembro de 1918). Sob a liderança de Musavat, o nome "Azerbaijão" foi adotado; um nome que, antes da proclamação da ADR, era usado exclusivamente para se referir à região adjacente do noroeste do Irã contemporâneo . O Azerbaijão tornou-se em 1918 a primeira democracia secular no mundo muçulmano. Um ano depois, em 1919, as mulheres do Azerbaijão obtiveram o direito de voto, antes dos Estados Unidos e de alguns países europeus.
Os seguintes membros do Musavat ocuparam cargos em sucessivos governos ADR :

#### Primeiro gabinete (28 de maio de 1918–17 de junho de 1918)
- Kh. Sultanov – Ministro da Defesa
- Mammad Hassan Hajinski – Ministro das Relações Exteriores
- Nasib bey Yusifbeyli – Ministro das Finanças e Educação Nacional
- MY Jafarov – Ministro do Comércio e Indústria

#### Segundo gabinete (17 de junho de 1918–7 de dezembro de 1918)
- Mammad Hassan Hajinski – Ministro das Relações Exteriores
- Nasib bey Yusifbeyli – Ministro da Educação Nacional e Assuntos Religiosos
- Kh. Sultanov – ministro interino da Defesa ; Enviado para Karabakh e Zangezur
- Musa bey Rafiyev – Ministro da Segurança Social e Assuntos Religiosos
- Kh. Khasmammedov – Ministro de Estado de Assuntos Internos

#### Terceiro gabinete (12 de dezembro de 1918–14 de março de 1919)
- Kh. Khasmammedov – Ministro do Interior
- Nasib bey Yusifbeyli – Ministro da Educação e Assuntos Religiosos
- Kh. Sultanov – Ministro da Agricultura

#### Quarto gabinete (14 de março de 1919–22 de dezembro de 1919)
- Nasib bey Yusifbeyli – Presidente do Conselho de Ministros (Primeiro Ministro)
- MY Jafarov – Ministro das Relações Exteriores
- N. Narimanbeyli – Inspetor do Estado
- Kh. Khasmammedov – Ministro do Interior

#### Quinto gabinete (12 de dezembro de 1919–1º de abril de 1920)
- Nasib bey Yusifbeyli – Presidente do Conselho de Ministros (Primeiro Ministro)
- Mammad Hassan Hajinski – Ministro do Interior
- Kh. Khasmammedov – Ministro da Justiça
- M. Rafiyev – Ministro da Previdência Social e Saúde

Após a queda da Primeira República em abril de 1920 como resultado da invasão bolchevique, Musavat voltou às atividades secretas, formando um comitê secreto, do qual participou até o famoso dramaturgo azeri Jafar Jabbarli . A ação mais famosa do comitê foi a preparação do vôo do Rasulzade do SFSR russo para a Finlândia . No geral, Musavat preparou e conduziu várias operações de insurgência armada, por exemplo, as rebeliões de Ganja, Karabakh, Zagatala e Lankaran. Mas os soviéticos também reprimiram Musavat prendendo pelo menos 2.000 membros de Musavat até 1923. Os membros mais proeminentes do Musavat foram mortos, exilados ou fugiram para o exterior e o partido cessou todas as suas atividades no Azerbaijão em 1923.

## Musavat no exílio

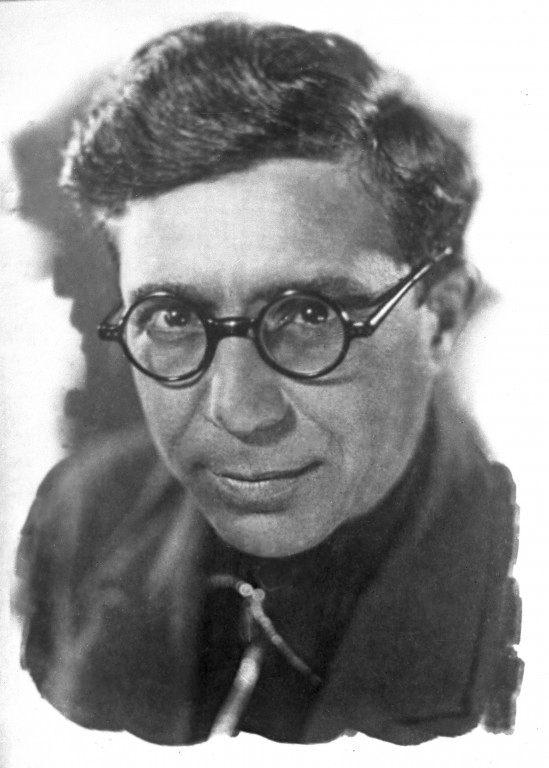
Jafar Jabbarli por um tempo trabalhou para o segredo Musavat

As atividades de Musavat no exílio começam no final de 1922 e no início de 1923. Para coordenar e liderar essas atividades , Mammed Amin Rasulzade estabeleceu um Bureau de Relações Exteriores de Musavat em 1923, mas também criou o Centro Nacional do Azerbaijão para coordenar suas atividades. atividade com outros imigrantes políticos azeris não afiliados a Musavat. Istambul tornou-se o centro de Musavat no exílio na década de 1920 e início dos anos 30, antes de se mudar para Ancara no final da década de 1940.

### Membros do Bureau de Relações Exteriores
- Mammed Amin Rasulzade, presidente
- Mirza Bala Mammedzadeh, secretária
- Khalil bey Khasmammadov, tesoureiro
- Shafi bey Rustambeyov
- Mustafá Vakilov
- Mammad Sadig Akhundzadeh
- Abbasgulu Kazimzade [az]

### Membros do Centro Nacional do Azerbaijão
- Mammed Amin Rasulzade
- Khalil bey Khasmammadov
- Mustafá Vakilov
- Akbar agha Sheykhulislamov
- Abdulali bey Amirjanov

### Presidentes de Musavat no exílio
- Mammed Amin Rasulzade (1917–1955)
- Mirza Bala Mammedzadeh (1955–1959)
- Kerim Oder (1959–1981)
- Mammad Azer Aran (1981–1992)

### Jornais e revistas publicadas pelo Partido Musavat no exílio
- Jornal Yeni Kafkasya (1923–1928), Turquia
- Jornal turco azeri (1928–1929), Turquia
- Jornal Odlu Yurdu (1929–1931), Turquia
- Jornal Bildirish (1930-1931), Turquia
- Azerbaycan Yurd Bilgisi jornal (1932-1934), Turquia
- Jornal Istiklal (1932-? ), Alemanha
- Kurtulush jornal (1934-1938), Alemanha
- Musavat Bulleteni (1936-? ), Polônia, Turquia
- Azerbaijão (1952–atual), Turquia

## Novo Musavat (desde 1989)
A ressurreição de Musavat no Azerbaijão ocorreu em 1989, durante a segunda independência do Azerbaijão. Um grupo de intelectuais criou o "Novo Partido Democrático Nacional do Azerbaijão Musavat". Mais tarde, esse grupo formou o "Centro de Restauração do Partido Musavat" e foi reconhecido por Musavat-in-exile. Em 1992, os delegados do Novo Musavat e do Musavat-no-exílio reuniram-se no "III Congresso de Musavat" e restabeleceram formalmente o partido como Partido Musavat. Um dos líderes da Frente Popular, Isa Gambar foi eleito seu presidente. Ele continua sendo seu líder a partir de 2013. A estrutura do partido consiste em "Başqan" (Líder), "Divan" (Conselho Executivo) e "Məclis" (Congresso).
Desde 1993, Musavat está na oposição ao partido governante do Novo Azerbaijão . Devido a uma divisão entre sua ala nacionalista e sua ala liberal, o partido não conseguiu adotar um programa unificado no congresso de outubro de 1997. Nas eleições de 2000/2001, o partido obteve 4,9% do voto popular e duas das 125 cadeiras. Como candidato do partido, seu líder Isa Qambar obteve 12,2% do voto popular nas eleições presidenciais de 15 de outubro de 2003 . Nas eleições parlamentares de 6 de novembro de 2005, juntou-se à aliança Freedom e conquistou cinco assentos dentro da aliança. Musavat também é conhecido por seus protestos contra o governo do Azerbaijão, como o que ocorreu em 16 de outubro de 2003, depois que Isa Qambar perdeu a eleição, bem como em 12 de março de 2011.
Quando Musavat se candidatou à adesão ao Partido Liberal Democrata e Reformista Europeu (ELDR, agora Partido da Aliança dos Liberais e Democratas pela Europa, ALDE), alguns membros consideraram a ideologia de Musavat incompatível com o liberalismo ocidental. O membro do conselho Nasib Nasibli até renunciou, afirmando que o partido estava comprometido com o nacionalismo turco e não com o liberalismo. No entanto, Musavat acabou sendo admitido no ELDR.
O partido alegou que o governo do Azerbaijão foi tomado por líderes políticos curdos, talysh, armênios ou outros grupos étnicos de origem não turca